# Vänta, vila, vara
Vänta, vila, vara är en psalm med text av Kerstin Hesslefors Persson och musik av Elisabeth Edström. 

## Publicerad som
- Nr 909 i Psalmer i 2000-talet under rubriken "Kyrkliga handlingar".